# Calling All Stations
Calling All Stations (ook bekend als ...Calling All Stations...) is het vijftiende en vooralsnog laatste studioalbum van de Engelse band Genesis. Het is het eerste en enige album dat werd gemaakt na het vertrek van Phil Collins, en met zanger Ray Wilson (Stiltskin). Het album werd in 1997 uitgebracht.
Collins had in 1996 afscheid genomen van Genesis, en de twee overgebleven leden Mike Rutherford en Tony Banks zagen in Wilson, wiens stemgeluid meer overeenkomt met dat van Peter Gabriel dan van Phil Collins, een mogelijkheid de band voort te zetten. Voor drums en slagwerk werden sessiedrummer Nir Zidhyaku en Nick D'Virgilio (Spock's Beard) ingehuurd, en Zidhyaku zou ook als tourdrummer meegaan tijdens de concerten in 1998.
Het album verkocht in Europa redelijk, maar in de Verenigde Staten bleef het in de winkels liggen. Het album kreeg negatieve kritieken en het Amerikaanse deel van de tour werd afgelast. Alhoewel de Europese tour wel werd afgemaakt was de desillusie bij Rutherford en Banks groot. Zij besloten afscheid te nemen van Wilson, en daarmee het Genesisproject in de koelkast te zetten. Ondanks dit alles zijn er wereldwijd toch zo'n 3 miljoen exemplaren van het album verkocht.

## Tracks
Alle muziek en teksten van Banks/Rutherford, tenzij anders aangegeven.

| 1.                 | Calling All Stations                                   | 5:43 |
| 2.                 | Congo                                                  | 4:51 |
| 3.                 | Shipwrecked                                            | 4:23 |
| 4.                 | Alien Afternoon                                        | 7:51 |
| 5.                 | Not About Us (Banks/Rutherford/Wilson)                 | 4:38 |
| 6.                 | If That's What You Need                                | 5:12 |
| 7.                 | The Dividing Line                                      | 7:45 |
| 8.                 | Uncertain Weather                                      | 5:29 |
| 9.                 | Small Talk (Banks/Rutherford/Wilson)                   | 5:02 |
| 10.                | There Must Be Some Other Way (Banks/Rutherford/Wilson) | 7:54 |
| 11.                | One Man's Fool                                         | 8:46 |
| Totale duur: 67:42 |                                                        |      |

From Genesis to Revelation · Trespass · Nursery Cryme · Foxtrot · Live · Selling England by the Pound · The Lamb Lies Down on Broadway · A Trick of the Tail · Wind & Wuthering · Seconds Out · ...And then there were three... · Duke · Abacab · Three Sides Live · Genesis · Invisible Touch · We Can't Dance ·  The way we walk volume one, the shorts · The way we walk volume two, the longs · Calling All Stations · Turn It On Again · Genesis Live over Europe